# Sporting Clube de Portugal 2017-2018
Questa voce raccoglie le informazioni riguardanti lo Sporting Clube de Portugal nelle competizioni ufficiali della stagione 2017-2018.

## Stagione
La stagione 2017-2018 dello Sporting CP è l'84ª in Primeira Liga. La squadra è allenata, per il terzo anno consecutivo, dall'ex tecnico del Benfica Jorge Jesus. Il 4 agosto, l'avversario sorteggiato per gli spareggi di Champions League è il team rumeno del FCSB. L'esordio in campionato contro il Desp. Aves sorride ai Leões che vincono 2-0. Il 23 agosto grazie alla vittoria esterna per 5-1 in casa dello Steaua, i biancoverdi si qualificano per il secondo anno consecutivo alla fase a gironi.
Il 24 agosto a Monte Carlo ha luogo il sorteggio dei gironi di Champions League che vede impegnati i lusitani nel girone D con i campioni d'Italia della Juventus, i vice campioni di Spagna del Barcellona e i campioni greci dell'Olympiacos. L'esordio in Champions, ad Atene contro l'Olympiakos, vede la vittoria per 3-2 dei Leões, la prima in trasferta dopo 9 anni. Il 27 settembre arriva la prima sconfitta stagionale, nonché interna all'Alavalade, contro il Barcellona (0-1) con un'autorete di Sebastián Coates.
Il 12 ottobre lo Sporting supera 4-2 in trasferta l'Oleiros nella partita valida per il terzo turno di Coppa di Portogallo. Il 16 novembre successivo i biancoverdi hanno la meglio sul Famalicão per 2-0, raggiungendo così gli ottavi di finale della coppa nazionale. Il 5 dicembre, in virtù della sconfitta per 2-0 subita al Camp Nou contro il Barcellona, lo Sporting termina terzo nel girone di Champions League e accede così alla fase finale di Europa League.
Il 13 dicembre i Leões battono con un netto 4-0 il Vilaverdense, superando il turno in Coppa di Portogallo. Il 29 dicembre in seguito al pareggio per 1-1 conseguito sul campo del Belenenses lo Sporting si qualifica per la semifinale di Taça da Liga. L'andata del Derby de Lisboa si conclude con il pareggio per 1-1 al da Luz. Con la vittoria per 2-1 sul Cova da Piedade del 10 gennaio, la squadra di Lisbona raggiunge le semifinali di Taça de Portugal.
Il 24 gennaio lo Sporting elimina il Porto in Taça da Liga ai rigori, dopo che i novanta minuti si sono conclusi a reti inviolate.
Il 27 gennaio conquista la prima Coppa di Lega portoghese della propria storia, battendo ai calci di rigore il Vitória Setúbal. Il 4 febbraio arriva la prima sconfitta in campionato, per mano dell'Estoril Praia (2-0).
Il 22 febbraio lo Sporting Lisbona approda agli ottavi di Europa League, dopo aver battuto i kazaki dell'Astana nel doppio confronto con un risultato complessivo di 6-4. Il 15 marzo i Leões raggiungono i quarti di finale di Europa League, dopo aver eliminato i cechi del Viktoria Plzeň ai tempi supplementari. Il 12 aprile lo Sporting viene sconfitto con un risultato totale di 2-1 dagli spagnoli dell'Atlético Madrid ed eliminato ai quarti di Europa League.
Il 18 aprile con la vittoria per 5-4 ai tiri di rigore contro il Porto, lo Sporting raggiunge la finale di Coppa di Portogallo. Il 6 maggio si conclude a reti inviolate il derby di Lisbona, che di fatto estromette matematicamente entrambe le squadre dalla volata scudetto. Il 13 maggio la sconfitta per 2-1 maturata in casa del Marítimo estromette la squadra di Lisbona dalla partecipazione alla UEFA Champions League 2018-2019.
Il 14 maggio al centro di allenamento Sporting Academy circa cinquanta tifosi incappucciati hanno aggredito con mazze e spranghe alcuni giocatori e membri dello staff della squadra. Il 20 maggio lo Sporting perde la finale di Coppa di Portogallo contro il Desp. Aves per 2-1.

## Maglie e sponsor
Lo sponsor tecnico per la stagione 2017-2018 è per il terzo anno consecutivo Macron. Lo sponsor ufficiale è NOS, quello posteriore è Super Bock.
|  | Casa |  | Trasferta |  | Terza maglia |  | Portiere |

## Organigramma societario
Area tecnica
- Allenatore: Jorge Jesus
- Allenatore in seconda: Raúl José
- Allenatore in terza: Miguel Quaresma
- Preparatore dei portieri: Nélson Pereira
- Preparatori atletici: Márcio Sampaio, Mário Monteiro

## Rosa

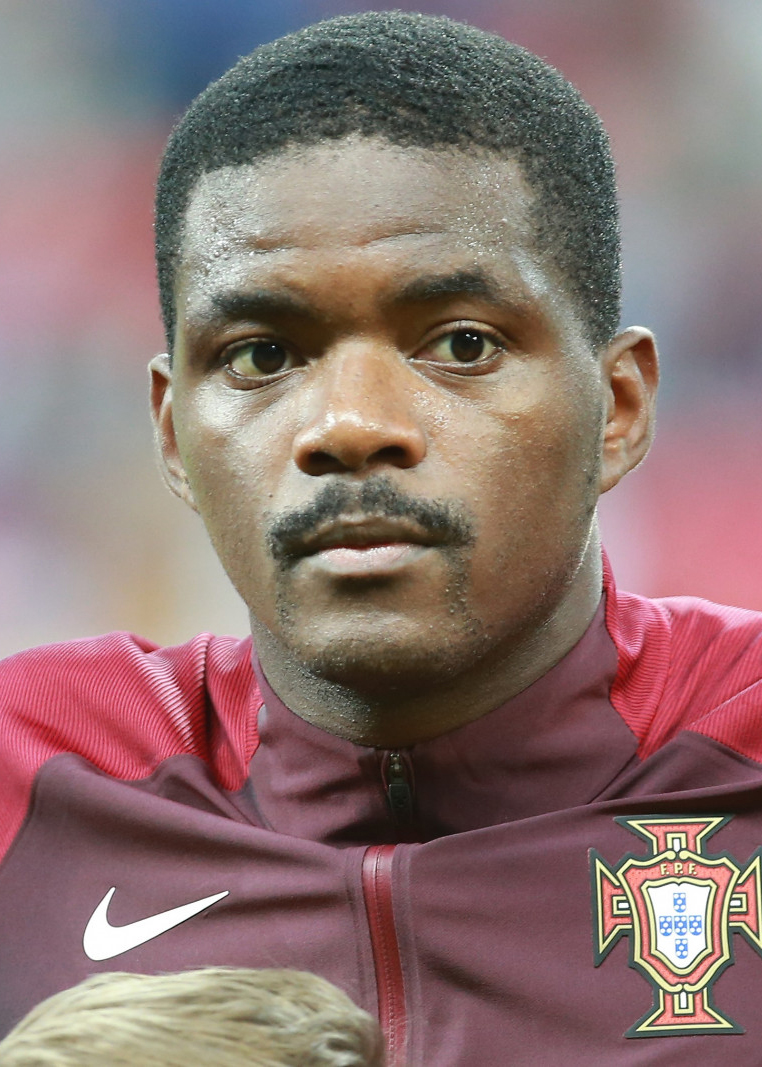
William Carvalho (con la maglia del) è stato il capitano dello Sporting Lisbona durante la stagione.

La rosa e la numerazione sono tratte dal sito ufficiale dello Sporting Lisbona
| N. |                       | Ruolo | Calciatore                  |
| -- | --------------------- | ----- | --------------------------- |
| 1  | Portogallo (bandiera) | P     | Rui Patrício                |
| 3  | Argentina (bandiera)  | D     | Jonathan Silva              |
| 4  | Uruguay (bandiera)    | D     | Sebastián Coates            |
| 5  | Portogallo (bandiera) | D     | Fábio Coentrão              |
| 6  | Portogallo (bandiera) | D     | André Pinto                 |
| 7  | Portogallo (bandiera) | C     | Rúben Ribeiro               |
| 8  | Portogallo (bandiera) | C     | Bruno Fernandes             |
| 9  | Argentina (bandiera)  | C     | Marcos Acuña                |
| 10 | Argentina (bandiera)  | A     | Alan Ruiz                   |
| 11 | Brasile (bandiera)    | C     | Bruno César                 |
| 13 | Macedonia (bandiera)  | D     | Stefan Ristovski            |
| 14 | Portogallo (bandiera) | C     | William Carvalho (capitano) |
| 15 | Ghana (bandiera)      | D     | Lumor Agbenyenu             |
| 16 | Argentina (bandiera)  | C     | Rodrigo Battaglia           |
| 17 | Portogallo (bandiera) | A     | Daniel Podence              |
| 18 | Francia (bandiera)    | P     | Romain Salin                |
| 20 | Costa Rica (bandiera) | C     | Bryan Ruiz                  |

| N. |                           | Ruolo | Calciatore        |
| -- | ------------------------- | ----- | ----------------- |
| 21 | Brasile (bandiera)        | C     | Mattheus Oliveira |
| 22 | Francia (bandiera)        | D     | Jérémy Mathieu    |
| 23 | Portogallo (bandiera)     | C     | Adrien Silva      |
| 25 | Serbia (bandiera)         | C     | Radosav Petrović  |
| 27 | Croazia (bandiera)        | C     | Josip Mišić       |
| 28 | Paesi Bassi (bandiera)    | A     | Bas Dost          |
| 37 | Brasile (bandiera)        | C     | Wendel            |
| 40 | Colombia (bandiera)       | A     | Fredy Montero     |
| 45 | Portogallo (bandiera)     | C     | Iuri Medeiros     |
| 55 | Portogallo (bandiera)     | D     | Tobias Figueiredo |
| 57 | Angola (bandiera)         | A     | Gelson Dala       |
| 66 | Portogallo (bandiera)     | C     | João Palhinha     |
| 77 | Portogallo (bandiera)     | A     | Gelson Martins    |
| 82 | Portogallo (bandiera)     | P     | Pedro Silva       |
| 88 | Costa d'Avorio (bandiera) | A     | Seydou Doumbia    |
| 92 | Italia (bandiera)         | D     | Cristiano Piccini |
| 93 | Portogallo (bandiera)     | A     | Rafael Leão       |

## Calciomercato

### Sessione estiva
| Acquisti         | Acquisti          | Acquisti             | Acquisti                         |
| R.               | Nome              | da                   | Modalità                         |
| ---------------- | ----------------- | -------------------- | -------------------------------- |
| P                | Romain Salin      | Guingamp             | gratuito                         |
| D                | Fábio Coentrão    | Real Madrid          | prestito                         |
| D                | Jérémy Mathieu    | Barcellona           | prestito                         |
| D                | Cristiano Piccini | Real Betis           | definitivo (3 milioni €)         |
| D                | André Pinto       | Braga                | gratuito                         |
| D                | Stefan Ristovski  | Rijeka               | prestito                         |
| C                | Rodrigo Battaglia | Braga                | definitivo (3,5 milioni €)       |
| C                | Marcos Acuña      | Racing Club          | definitivo (9,6 milioni €)       |
| C                | Bruno Fernandes   | Sampdoria            | definitivo (8,5 milioni €)       |
| C                | Mattheus Oliveira | Estoril Praia        | definitivo (2 milioni €)         |
| A                | Seydou Doumbia    | Roma                 | prestito oneroso (0,5 milioni €) |
| Altre operazioni |                   |                      |                                  |
| R.               | Nome              | da                   | Modalità                         |
| D                | Ewerton           | Kaiserslautern       | fine prestito                    |
| D                | Tobias Figueiredo | Nacional             | fine prestito                    |
| D                | Miguel Lopes      | Akhisar Belediyespor | fine prestito                    |
| D                | Jonathan Silva    | Boca Juniors         | fine prestito                    |
| C                | Bruno Paulista    | Vasco da Gama        | fine prestito                    |
| C                | Héldon            | Rio Ave              | fine prestito                    |
| C                | Radosav Petrović  | Rio Ave              | fine prestito                    |
| C                | Oriol Rosell      | Belenenses           | fine prestito                    |
| C                | Simeon Slavčev    | Lechia Danzica       | fine prestito                    |
| A                | Teófilo Gutiérrez | Rosario Central      | fine prestito                    |
| A                | Iuri Medeiros     | Boavista             | fine prestito                    |
| A                | Leonardo Acevedo  | Atlético Nacional    | definitivo (500000 €)            |

| Cessioni         | Cessioni             | Cessioni             | Cessioni                   |
| R.               | Nome                 | a                    | Modalità                   |
| ---------------- | -------------------- | -------------------- | -------------------------- |
| P                | Beto                 | Göztepe              | definitivo                 |
| P                | Ažbe Jug             |                      | svincolato                 |
| D                | Jefferson Nascimento | Braga                | prestito                   |
| D                | Rúben Semedo         | Villarreal           | definitivo (14 milioni €)  |
| D                | Paulo Oliveira       | Eibar                | definitivo (3,5 milioni €) |
| D                | Ezequiel Schelotto   | Brighton             | definitivo (3 milioni €)   |
| D                | Marvin Zeegelaar     | Watford              | definitivo (3 milioni €)   |
| C                | Adrien Silva         | Leicester City       | definitivo (22 milioni £)  |
| A                | Joel Campbell        | Arsenal              | fine prestito              |
| A                | Luc Castaignos       | Vitesse              | prestito                   |
| Altre operazioni |                      |                      |                            |
| R.               | Nome                 | a                    | Modalità                   |
| D                | Domingos Duarte      | Chaves               | prestito                   |
| D                | Ricardo Esgaio       | Braga                | Cambio                     |
| D                | Ewerton              | Norimberga           | definitivo (0,8 milioni €) |
| D                | André Geraldes       | Belenenses           | prestito                   |
| D                | César Meli           | Boca Juniors         | fine prestito              |
| D                | Miguel Lopes         | Akhisar Belediyespor | gratuito                   |
| C                | Bruno Paulista       | Vasco da Gama        | prestito                   |
| C                | Francisco Geraldes   | Rio Ave              | prestito                   |
| C                | Héldon               | Vitória Guimarães    | prestito                   |
| C                | Oriol Rosell         | Portimonense         | prestito                   |
| C                | Simeon Slavčev       | Lechia Danzica       | prestito                   |
| A                | Teófilo Gutiérrez    | Atlético Junior      | definitivo (1,8 milioni €) |
| A                | Leonardo Acevedo     | Boavista             | prestito                   |
| A                | Matheus Pereira      | Chaves               | prestito                   |
| A                | Lukas Spalvis        | Kaiserslautern       | prestito                   |

### Sessione invernale
| Acquisti         | Acquisti        | Acquisti     | Acquisti                    |
| R.               | Nome            | da           | Modalità                    |
| ---------------- | --------------- | ------------ | --------------------------- |
| D                | Lumor Agbenyenu | Portimonense | definitivo (2,5 milioni €)  |
| C                | Josip Mišić     | Rijeka       | definitivo (2,75 milioni €) |
| C                | Rúben Ribeiro   | Rio Ave      | definitivo (500000 €)       |
| C                | Wendel          | Fluminense   | definitivo (7,5 milioni €)  |
| A                | Fredy Montero   | Tianjin Teda | gratuito                    |
| Altre operazioni |                 |              |                             |
| R.               | Nome            | da           | Modalità                    |
| C                | Oriol Rosell    | Portimonense | fine prestito               |

| Cessioni         | Cessioni          | Cessioni          | Cessioni                       |
| R.               | Nome              | a                 | Modalità                       |
| ---------------- | ----------------- | ----------------- | ------------------------------ |
| D                | Tobias Figueiredo | Nottingham Forest | prestito                       |
| D                | Jonathan Silva    | Roma              | prestito oneroso (500000 €)    |
| C                | Iuri Medeiros     | Genoa             | prestito oneroso (1 milione €) |
| C                | Mattheus Oliveira | Vitória Guimarães | prestito                       |
| C                | Alan Ruiz         | Colón (SF)        | prestito oneroso (200000 €)    |
| Altre operazioni |                   |                   |                                |
| R.               | Nome              | a                 | Modalità                       |
| C                | Gelson Dala       | Rio Ave           | prestito                       |
| C                | Oriol Rosell      | Orlando City      | definitivo (450000 €)          |

## Risultati

### Primeira Liga

#### Girone d'andata
| Arbitro: | Tiago Martins (Lisbona) |

|  |           |                    |
|  | Marcatori | 23’, 75’ Gelson M. |

| Arbitro: | Bruno Paixão (Setúbal) |

|                 |           |  |
| Dost 86’ (rig.) | Marcatori |  |

| Arbitro: | Hugo Miguel (Lisbona) |

|  |           |                                                  |
|  | Marcatori | 3’, 60’ B. Fernandes 21’, 23’ Dost 85’ Adrien S. |

| Arbitro: | Godinho (Évora) |

|                               |           |                    |
| Gelson M. 4’ B. Fernandes 11’ | Marcatori | 85’ L. Evangelista |

| Arbitro: | Soares Dias (Porto) |

|                             |           |                                                  |
| João Silva 69’ P. Etebo 80’ | Marcatori | 62’ S. Coates 65’ B. Fernandes 90+8’ (rig.) Dost |

| Arbitro: | Manuel Oliveira (Gondomar) |

|                                 |           |  |
| J. Mathieu 12’ B. Fernandes 72’ | Marcatori |  |

| Arbitro: | Godinho (Évora) |

|              |           |                     |
| R. Costa 43’ | Marcatori | 61’ (aut.) Aberhoun |

| Lisbona 1º ottobre 2017, ore 19:15 WEST 8ª giornata | Sporting Lisbona               | 0 – 0 referto | Porto | Estádio José Alvalade (47 017 spett.)\| Arbitro: \| Carlos Xistra (Castelo Branco) \| |
| Arbitro:                                            | Carlos Xistra (Castelo Branco) |               |       |                                                                                       |

| Arbitro: | Rui Costa (Porto) |

|                                  |           |                |
| Dost 6’, 15’, 75’ Acuña 39’, 58’ | Marcatori | 90+2’ Davidson |

| Arbitro: | Jorge Sousa (Porto) |

|  |           |          |
|  | Marcatori | 85’ Dost |

| Arbitro: | Carlos Xistra (Castelo Branco) |

|                                    |           |                                   |
| Dost 66’ B. Fernandes 90+5’ (rig.) | Marcatori | 85’ (rig.) Dyego Sousa 89’ Danilo |

| Arbitro: | Tiago Martins (Lisbona) |

|                 |           |                                |
| M. Baixinho 90’ | Marcatori | 20’ R. Battaglia 75’ Gelson M. |

| Arbitro: | Nuno Almeida (Algarve) |

|                 |           |  |
| Dost 13’ (rig.) | Marcatori |  |

| Arbitro: | Godinho (Évora) |

|            |           |                                 |
| Mateus 65’ | Marcatori | 45+3’ F. Coentrão 63’, 67’ Dost |

| Arbitro: | João Capela (Lisbona) |

|                          |           |  |
| B. Fernandes 9’ Dost 60’ | Marcatori |  |

| Arbitro: | Hugo Miguel (Lisbona) |

|                  |           |               |
| Jonas 90’ (rig.) | Marcatori | 19’ Gelson M. |

| Arbitro: | Carlos Xistra (Castelo Branco) |

|                                          |           |  |
| Dost 21’, 74’, 78’ Bryan 50’ Acuña 90+1’ | Marcatori |  |

#### Girone di ritorno
| Arbitro: | Pinheiro (Braga) |

|                           |           |  |
| Dost 31’, 52’ (rig.), 90’ | Marcatori |  |

| Arbitro: | Fábio Veríssimo (Leiria) |

|                     |           |                  |
| Edinho 90+5’ (rig.) | Marcatori | 31’ B. Fernandes |

| Arbitro: | Godinho (Évora) |

|             |           |  |
| Mathieu 84’ | Marcatori |  |

| Arbitro: | Manuel Mota (Braga) |

|                          |           |  |
| Kyriakou 27’ Ewandro 29’ | Marcatori |  |

| Arbitro: | Luís Ferreira (Braga) |

|                           |           |  |
| William 79’ Montero 90+1’ | Marcatori |  |

| Arbitro: | João Capela (Lisbona) |

|                |           |                          |
| M. Cardoso 13’ | Marcatori | 26’ Dost 90+9’ S. Coates |

| Arbitro: | Tiago Martins (Lisbona) |

|              |           |  |
| Gelson 90+2’ | Marcatori |  |

| Arbitro: | Soares Dias (Porto) |

|                         |           |               |
| Marcano 28’ Brahimi 48’ | Marcatori | 45+1’ R. Leão |

| Arbitro: | Hugo Miguel (Lisbona) |

|                      |           |               |
| Platiny 90+1’ (rig.) | Marcatori | 62’, 86’ Dost |

| Arbitro: | Rui Costa (Porto) |

|                     |           |  |
| Gelson 24’ Dost 83’ | Marcatori |  |

| Arbitro: | Godinho (Évora) |

|                |           |  |
| Raúl Silva 87’ | Marcatori |  |

| Arbitro: | Bruno Esteves (Setúbal) |

|                    |           |  |
| Dost 16’ Bryan 65’ | Marcatori |  |

| Arbitro: | Bruno Paixão (Setúbal) |

|                                           |           |                                                          |
| Yebda 7’ (rig.) Licá 65’ Fredy 70’ (rig.) | Marcatori | 12’ Dost 16’ Gelson M. 42’ Acuña 80’ (rig.) B. Fernandes |

| Arbitro: | Fábio Veríssimo (Leiria) |

|                 |           |  |
| Dost 26’ (rig.) | Marcatori |  |

| Arbitro: | Manuel Oliveira (Gondomar) |

|              |           |                       |
| Fabrício 42’ | Marcatori | 22’, 89’ B. Fernandes |

| Lisbona 6 maggio 2018, ore 20:30 WEST 33ª giornata | Sporting Lisbona               | 0 – 0 referto | Benfica | Estádio José Alvalade (49 339 spett.)\| Arbitro: \| Carlos Xistra (Castelo Branco) \| |
| Arbitro:                                           | Carlos Xistra (Castelo Branco) |               |         |                                                                                       |

| Arbitro: | Jorge Sousa (Porto) |

|                         |           |          |
| Joel 31’ Ġazaryan 90+3’ | Marcatori | 32’ Dost |

### Taça de Portugal
| Arbitro: | Gonçalo Martins (Vila Real) |

|                           |           |                                            |
| Jackson 80’ Djô Djô 90+3’ | Marcatori | 23’, 62’ Palhinha 41’ Mattheus 86’ R. Leão |

| Arbitro: | Hélder Malheiro (Lisbona) |

|                        |           |  |
| S. Coates 65’ Dost 81’ | Marcatori |  |

| Arbitro: | Luís Ferreira (Braga) |

|                                     |           |  |
| Doumbia 44’, 64’, 74’ Gelson M. 88’ | Marcatori |  |

| Arbitro: | Rui Costa (Porto) |

|                 |           |                           |
| Cléo 58’ (rig.) | Marcatori | 54’ B. Fernandes 78’ Dost |

| Arbitro: | Pinheiro (Braga) |

|              |           |  |
| Tiquinho 60’ | Marcatori |  |

| Arbitro: | Jorge Sousa (Porto) |

|                                              |                      |                                       |
| S. Coates 85’                                | Marcatori            |                                       |
| B. Fernandes Bryan Mathieu S. Coates Montero | Tiri di rigore 5 – 4 | Marcano Telles Felipe D. Reyes Sérgio |

| Arbitro: | Tiago Martins (Lisbona) |

|                 |           |             |
| Guedes 16’, 72’ | Marcatori | 85’ Montero |

### Taça da Liga

#### Fase a gironi
| Lisbona 19 settembre 2017, ore 20:15 WEST 1ª giornata – Gruppo B | Sporting Lisbona    | 0 – 0 referto | Marítimo | Estádio José Alvalade (22 127 spett.)\| Arbitro: \| Manuel Mota (Braga) \| |
| Arbitro:                                                         | Manuel Mota (Braga) |               |          |                                                                            |

| Arbitro: | Vasco Santos (Porto) |

|                                                                      |           |  |
| Doumbia 20’, 61’ Mathieu 51’ Gelson M. 67’ S. Coates 79’ Iuri M. 81’ | Marcatori |  |

| Arbitro: | Pinheiro (Braga) |

|                      |           |           |
| S. Coates 76’ (aut.) | Marcatori | 75’ Acuña |

#### Fase finale
| Arbitro: | Nuno Almeida (Algarve) |

|                                                   |                      |                                                |
| Dost B. Fernandes Mathieu S. Coates William Bryan | Tiri di rigore 4 – 3 | Telles Marcano Herrera Waris Aboubakar Brahimi |

| Arbitro: | Rui Costa (Porto) |

|                                            |                      |                                             |
| Paciência 4’                               | Marcatori            | 80’ (rig.) Dost                             |
| Paciência Patrick Podstawski Edinho Issoko | Tiri di rigore 4 – 5 | Dost B. Fernandes Mathieu S. Coates William |

### UEFA Champions League

#### Spareggi
| Lisbona 15 agosto 2017, ore 20:45 CEST Play-off – Andata | Sporting Lisbona | 0 – 0 referto | FCSB | Estádio José Alvalade (46 789 spett.)\| Arbitro: \| Brych \| |
| Arbitro:                                                 | Brych            |               |      |                                                              |

| Arbitro: | Çakır |

|                 |           |                                                               |
| J. Maranhão 20’ | Marcatori | 13’ Doumbia 60’ Acuña 64’ Gelson M. 75’ Dost 88’ R. Battaglia |

#### Fase a gironi
| Arbitro: | Kassai |

|                  |           |                                           |
| Pardo 89’, 90+3’ | Marcatori | 2’ Doumbia 13’ Gelson M. 43’ B. Fernandes |

| Arbitro: | Haţegan |

|  |           |                      |
|  | Marcatori | 49’ (aut.) S. Coates |

| Arbitro: | Oliver |

|                          |           |                        |
| Pjanić 29’ Mandžukić 84’ | Marcatori | 12’ (aut.) Alex Sandro |

| Arbitro: | Turpin |

|                 |           |             |
| Bruno César 20’ | Marcatori | 79’ Higuaín |

| Arbitro: | Zwayer |

|                               |           |             |
| Dost 40’, 66’ Bruno César 43’ | Marcatori | 86’ Odjidja |

| Arbitro: | Thomson |

|                                       |           |  |
| Paco Alcácer 56’ Mathieu 90+1’ (aut.) | Marcatori |  |

### UEFA Europa League

#### Fase a eliminazione diretta
| Arbitro: | Buquet |

|            |           |                                                |
| Tomasov 7’ | Marcatori | 48’ (rig.) B. Fernandes 50’ Gelson 56’ Doumbia |

| Arbitro: | Bognar |

|                               |           |                                     |
| Dost 3’ B. Fernandes 53’, 63’ | Marcatori | 37’ Tomasov 80’ Twumasi 90+4’ Şomko |

| Arbitro: | Kulbakov |

|                    |           |  |
| Montero 45+1’, 49’ | Marcatori |  |

| Arbitro: | Stieler |

|               |           |                  |
| Bakoš 6’, 65’ | Marcatori | 105+2’ Battaglia |

| Arbitro: | Karasëv |

|                       |           |  |
| Koke 1’ Griezmann 40’ | Marcatori |  |

| Arbitro: | Mažić |

|             |           |  |
| Montero 28’ | Marcatori |  |

## Statistiche

### Statistiche di squadra
| Competizione     | Punti | In casa | In casa | In casa | In casa | In casa | In casa | In trasferta | In trasferta | In trasferta | In trasferta | In trasferta | In trasferta | Totale | Totale | Totale | Totale | Totale | Totale | DR  |
| Competizione     | Punti | G       | V       | N       | P       | Gf      | Gs      | G            | V            | N            | P            | Gf           | Gs           | G      | V      | N      | P      | Gf     | Gs     | DR  |
| ---------------- | ----- | ------- | ------- | ------- | ------- | ------- | ------- | ------------ | ------------ | ------------ | ------------ | ------------ | ------------ | ------ | ------ | ------ | ------ | ------ | ------ | --- |
| Primeira Liga    | 78    | 17      | 14      | 3       | 0       | 32      | 4       | 17           | 10           | 3            | 4            | 31           | 20           | 34     | 24     | 6      | 4      | 63     | 24     | +39 |
| Taça de Portugal | -     | 3       | 3       | 0       | 0       | 7       | 0       | 3            | 2            | 0            | 1            | 6            | 4            | 7      | 5      | 0      | 2      | 14     | 6      | +8  |
| Taça da Liga     | 5     | 2       | 1       | 1       | 0       | 6       | 0       | 1            | 0            | 1            | 0            | 1            | 1            | 5      | 1      | 4      | 0      | 8      | 2      | +6  |
| Champions League | 7     | 4       | 1       | 2       | 1       | 4       | 3       | 4            | 2            | 0            | 2            | 9            | 7            | 8      | 3      | 2      | 3      | 13     | 10     | +3  |
| Europa League    | -     | 3       | 2       | 1       | 0       | 6       | 3       | 3            | 1            | 0            | 2            | 4            | 5            | 6      | 3      | 1      | 2      | 10     | 8      | +2  |
| Totale           | 90    | 29      | 20      | 7       | 1       | 55      | 10      | 28           | 15           | 4            | 9            | 51           | 37           | 60     | 36     | 13     | 11     | 108    | 50     | +58 |

### Andamento in campionato
| Giornata  | 1 | 2 | 3 | 4 | 5 | 6 | 7 | 8 | 9 | 10 | 11 | 12 | 13 | 14 | 15 | 16 | 17 | 18 | 19 | 20 | 21 | 22 | 23 | 24 | 25 | 26 | 27 | 28 | 29 | 30 | 31 | 32 | 33 | 34 |
| --------- | - | - | - | - | - | - | - | - | - | -- | -- | -- | -- | -- | -- | -- | -- | -- | -- | -- | -- | -- | -- | -- | -- | -- | -- | -- | -- | -- | -- | -- | -- | -- |
| Luogo     | T | C | T | C | T | C | T | C | C | T  | C  | T  | C  | T  | C  | T  | C  | C  | T  | C  | T  | C  | T  | C  | T  | T  | C  | T  | C  | T  | C  | T  | C  | T  |
| Risultato | V | V | V | V | V | V | N | N | V | V  | N  | V  | V  | V  | V  | N  | V  | V  | N  | V  | P  | V  | V  | V  | P  | V  | V  | P  | V  | V  | V  | V  | N  | P  |
| Posizione | 3 | 3 | 2 | 1 | 1 | 1 | 2 | 2 | 2 | 2  | 2  | 2  | 2  | 2  | 2  | 2  | 2  | 2  | 2  | 1  | 2  | 2  | 3  | 3  | 3  | 3  | 3  | 3  | 3  | 3  | 3  | 3  | 2  | 3  |

Legenda:

Luogo: C = Casa; T = Trasferta. Risultato: V = Vittoria; N = Pareggio; P = Sconfitta.

### Statistiche dei giocatori
In corsivo i calciatori che hanno lasciato la squadra a stagione in corso.
| Giocatore      | Primeira Liga | Primeira Liga | Primeira Liga | Primeira Liga | Taça de Portugal + Taça da Liga | Taça de Portugal + Taça da Liga | Taça de Portugal + Taça da Liga | Taça de Portugal + Taça da Liga | Champions League + Europa League | Champions League + Europa League | Champions League + Europa League | Champions League + Europa League | Totale   | Totale | Totale      | Totale     |
| Giocatore      | Presenze      | Reti          | Ammonizioni   | Espulsioni    | Presenze                        | Reti                            | Ammonizioni                     | Espulsioni                      | Presenze                         | Reti                             | Ammonizioni                      | Espulsioni                       | Presenze | Reti   | Ammonizioni | Espulsioni |
| -------------- | ------------- | ------------- | ------------- | ------------- | ------------------------------- | ------------------------------- | ------------------------------- | ------------------------------- | -------------------------------- | -------------------------------- | -------------------------------- | -------------------------------- | -------- | ------ | ----------- | ---------- |
| M. Acuña       | 31            | 4             | 7             | 0             | 5+5                             | 0+1                             | 2+2                             | 1+0                             | 7+6                              | 1+0                              | 3+0                              | 0+0                              | 54       | 6      | 14          | 1          |
| Adrien S.      | 3             | 1             | 1             | 0             | -+-                             | -+-                             | -+-                             | -+-                             | 2+-                              | 0+-                              | 0+-                              | 0+-                              | 5        | 1      | 1           | 0          |
| Alan R.        | 5             | 0             | 1             | 0             | 1+1                             | 0+0                             | 0+0                             | 0+0                             | 1+0                              | 0+0                              | 1+0                              | 0+0                              | 8        | 0      | 2           | 0          |
| R. Battaglia   | 33            | 1             | 2             | 0             | 6+4                             | 0+0                             | 1+0                             | 0+0                             | 8+6                              | 1+1                              | 2+2                              | 0+0                              | 57       | 3      | 7           | 0          |
| Bruno César    | 18            | 0             | 5             | 0             | 5+3                             | 0+0                             | 1+0                             | 0+0                             | 6+1                              | 2+0                              | 1+0                              | 0+0                              | 33       | 2      | 7           | 0          |
| Bryan          | 20            | 2             | 2             | 0             | 3+4                             | 0+0                             | 0+0                             | 0+0                             | 0+6                              | 0+0                              | 0+1                              | 0+0                              | 33       | 2      | 3           | 0          |
| S. Coates      | 34            | 2             | 4             | 0             | 5+4                             | 2+1                             | 1+1                             | 0+0                             | 7+4                              | 0+0                              | 3+2                              | 0+0                              | 54       | 5      | 11          | 0          |
| F. Coentrão    | 25            | 1             | 7             | 0             | 5+3                             | 0+0                             | 2+1                             | 0+0                             | 6+5                              | 0+0                              | 2+1                              | 0+0                              | 44       | 1      | 13          | 0          |
| M. Demiral     | 0             | 0             | 0             | 0             | 1+0                             | 0+0                             | 0+0                             | 0+0                             | -                                | -                                | -                                | -                                | 1        | 0      | 0           | 0          |
| B. Dost        | 30            | 27            | 2             | 0             | 4+4                             | 2+1                             | 0+0                             | 0+0                             | 8+3                              | 3+1                              | 1+2                              | 0+0                              | 49       | 34     | 5           | 0          |
| S. Doumbia     | 14            | 0             | 0             | 0             | 4+3                             | 3+2                             | 1+0                             | 0+0                             | 6+2                              | 2+1                              | 2+0                              | 0+0                              | 29       | 8      | 3           | 0          |
| B. Fernandes   | 33            | 11            | 6             | 0             | 5+4                             | 1+0                             | 1+0                             | 0+0                             | 8+6                              | 1+3                              | 4+1                              | 0+0                              | 56       | 16     | 12          | 0          |
| T. Figueiredo  | 0             | 0             | 0             | 0             | 2+1                             | 0+0                             | 0+0                             | 0+0                             | 1+0                              | 0+0                              | 0+0                              | 0+0                              | 4        | 0      | 0           | 0          |
| Gelson Dala    | 0             | 0             | 0             | 0             | 1+0                             | 0+0                             | 0+0                             | 0+0                             | 0+0                              | 0+0                              | 0+0                              | 0+0                              | 1        | 0      | 0           | 0          |
| Gelson Martins | 31            | 8             | 3             | 1             | 5+3                             | 1+1                             | 0+0                             | 0+0                             | 8+5                              | 2+1                              | 2+0                              | 0+0                              | 52       | 13     | 5           | 1          |
| Iuri M.        | 6             | 0             | 1             | 0             | 2+2                             | 0+1                             | 0+0                             | 0+0                             | 1+0                              | 0+0                              | 0+0                              | 0+0                              | 11       | 1      | 1           | 0          |
| Jovane         | 0             | 0             | 0             | 0             | 1+0                             | 0+0                             | 0+0                             | 0+0                             | -                                | -                                | -                                | -                                | 1        | 0      | 0           | 0          |
| R. Leão        | 3             | 1             | 0             | 0             | 1+0                             | 1+0                             | 0+0                             | 0+0                             | -+1                              | -+0                              | -+0                              | -+0                              | 5        | 2      | 0           | 0          |
| A. Lumor       | 7             | 0             | 0             | 0             | 0+-                             | 0+-                             | 0+-                             | 0+-                             | -+0                              | -+0                              | -+0                              | -+0                              | 7        | 0      | 0           | 0          |
| J. Mathieu     | 28            | 2             | 3             | 1             | 3+4                             | 0+1                             | 0+0                             | 0+0                             | 7+5                              | 0+0                              | 0+0                              | 0+0                              | 47       | 3      | 3           | 1          |
| Mattheus       | 0             | 0             | 0             | 0             | 2+1                             | 1+0                             | 1+0                             | 0+0                             | 1+0                              | 0+0                              | 0+0                              | 0+0                              | 4        | 1      | 1           | 0          |
| J. Mišić       | 5             | 0             | 1             | 0             | 1+0                             | 0+0                             | 0+0                             | 0+0                             | -+0                              | -+0                              | -+0                              | -+0                              | 6        | 0      | 1           | 0          |
| F. Montero     | 11            | 1             | 0             | 0             | 3+2                             | 1+0                             | 0+0                             | 0+0                             | -+5                              | -+3                              | -+1                              | -+0                              | 21       | 5      | 1           | 0          |
| J. Palhinha    | 2             | 0             | 0             | 0             | 2+0                             | 2+0                             | 0+0                             | 0+0                             | 2+1                              | 0+0                              | 0+0                              | 0+0                              | 7        | 2      | 0           | 0          |
| R. Patrício    | 34            | -24           | 4             | 0             | 5+3                             | -4+-2                           | 0+0                             | 0+0                             | 8+6                              | -10+-7                           | 0+0                              | 0+0                              | 56       | -47    | 4           | 0          |
| R. Petrović    | 5             | 0             | 2             | 1             | 3+1                             | 0+0                             | 1+1                             | 0+0                             | 2+2                              | 0+0                              | 0+0                              | 0+0                              | 13       | 0      | 4           | 1          |
| C. Piccini     | 24            | 0             | 3             | 1             | 2+4                             | 0+0                             | 1+1                             | 0+0                             | 7+3                              | 0+0                              | 2+1                              | 0+0                              | 40       | 0      | 8           | 1          |
| A. Pinto       | 7             | 0             | 2             | 0             | 3+1                             | 0+0                             | 1+0                             | 0+0                             | 2+4                              | 0+0                              | 1+0                              | 0+0                              | 17       | 0      | 4           | 0          |
| D. Podence     | 12            | 0             | 0             | 0             | 4+3                             | 0+0                             | 0+0                             | 0+0                             | 1+0                              | 0+0                              | 0+0                              | 0+0                              | 20       | 0      | 0           | 0          |
| S. Ristovski   | 8             | 0             | 0             | 0             | 7+1                             | 0+0                             | 1+0                             | 0+0                             | 4+3                              | 0+0                              | 0+1                              | 0+0                              | 23       | 0      | 2           | 0          |
| Rúben R.       | 9             | 0             | 0             | 0             | 1+2                             | 0+0                             | 0+0                             | 0+0                             | -+6                              | -+0                              | -+0                              | -+0                              | 18       | 0      | 0           | 0          |
| R. Salin       | 0             | 0             | 0             | 0             | 2+2                             | -2+0                            | 0+0                             | 0+0                             | 0+0                              | 0+0                              | 0+0                              | 0+0                              | 4        | -2     | 0           | 0          |
| J. Silva       | 6             | 0             | 1             | 0             | 2+1                             | 0+0                             | 0+0                             | 0+0                             | 4+0                              | 0+0                              | 0+0                              | 0+0                              | 13       | 0      | 1           | 0          |
| P. Silva       | 0             | 0             | 0             | 0             | 0+0                             | 0+0                             | 0+0                             | 0+0                             | 0+0                              | 0+0                              | 0+0                              | 0+0                              | 0        | 0      | 0           | 0          |
| Wendel         | 4             | 0             | 1             | 0             | 0+0                             | 0+0                             | 0+0                             | 0+0                             | -+0                              | -+0                              | -+0                              | -+0                              | 4        | 0      | 1           | 0          |
| William        | 24            | 1             | 3             | 0             | 1+4                             | 0+0                             | 0+2                             | 0+0                             | 5+4                              | 0+0                              | 1+2                              | 0+0                              | 38       | 1      | 8           | 0          |